# Albo (higo)
Albo es un cultivar de higuera de tipo higo común Ficus carica autofértil, bífera es decir con dos cosechas por temporada es decir las brevas de primavera-verano, y la segunda cosecha de los higos de verano-otoño, de higos con epidermis con color de fondo amarillo blanco dorado y sobre color bandas longitudinales de color amarillo verdoso con numerosas lenticelas de tamaño pequeño de color blanco. Se localiza en Italia en el "Conservatorio Botanico I giardini di Pomona, Paolo Belloni", también cultivado en jardines particulares y colecciones en Estados Unidos.

## Sinonimia
- „Fico Albo“,[6][7][8]
- „Albicello“,
- „Albinillo“,
- „Bianchetta“,
- „Biancoletta“,
- „Biancolini“,
- „Blanca“,
- „Blanquita“,
- „Dorato“,
- „D’Oro“,
- „Gentile at Bologna“,
- „Mattano“,
- „Moscadello“,
- „Zentil“.

## Historia
Según la monografía de Condit : « Albo: (syns. Albicello, Albinillo, Bianchetta, Biancoletta, Biancolini, Blanca, Blanquita, Dorato, D’Oro, Gentile en Bolonia, Mattano, Moscadello, Zentil). Descrito por Porta (1583), Gallesio (1817), Gasparrini (1845), Pasquale (1876), Roda (1881), Eisen (1901, con dibujo), Tamaro (1948) y Baldini (1953); el último con ilustración de hojas, breva y frutos de segunda cosecha. »
Según Gallesio, es una de las pocas variedades que se encuentran en toda la costa de Italia, pero no en Francia o España. Gasparrini describió 'Fico Albo' con 'Fico Trojano' como emparentados, y también trató a 'Biancolini' como una variedad distinta. Eisen lo consideró como uno de los mejores higos italianos, especialmente bien considerado en los mercados de Pavía y Milán. Tamaro describió la variedad como 'Blanca'.
Esta variedad de higuera es oriunda de Italia.

## Características
La higuera 'Albo' es un árbol de tamaño medio, con un porte esparcido, muy vigoroso, muy fértil en la cosecha de higos; sus hojas son mayormente trilobadas de base cordada y en menor medida pentalobuladas (5 lóbulo) con el lóbulo nº 3 el central mayor que el resto y todos con muy poca indentación. Es una variedad bífera de tipo higo común, de producción muy escasa de brevas y abundante de higos jugosos y dulces.
Las brevas son algo más grandes que los higos casi esféricas, con cuello corto y grueso; tallo corto; color amarillo canario; pulpa blanca; pero muy escasas con un sabor suave a miel, sin acidez notable, buena calidad. Los higos de segunda cosecha son de tipo mediano de 30 gramos, de forma oblatos-esféricos, aplanados en el ápice; cuello sin tallo medio; costillas indistintas; ostiolo abierto, con escamas de color rosa; epidermis con color de fondo amarillo blanco dorado y sobre color bandas longitudinales de color amarillo verdoso con numerosas lenticelas de tamaño pequeño de color blanco; pedúnculo cilíndrico de color verde. La carne (mesocarpio) de grosor grande y de color blanco; cavidad interna de tipo mediano, mesocarpio de tipo medio de color blanco; aquenios pequeños y escasos; pulpa jugosa muy dulce, de color ambarino claro y sabor muy dulce.

## El cultivo de la higuera
Los higos 'Albo' son aptos para la siembra con protección en USDA Hardiness Zones 7 a más cálida, su USDA Hardiness Zones óptima es de la 8 a la 10. El fruto de este cultivar es de tamaño mediano, jugoso y muy dulce. Usado principalmente fresco; a veces seco.
Se localiza en Italia] en el "Conservatorio Botanico I giardini di Pomona, Paolo Belloni", también cultivado en jardines particulares y colecciones en Estados Unidos.